# Martin Destrée
Martin Destrée est une chanteuse française née le 24 février 1962 à Aix en Provence.

## Biographie
Martin connaît le succès en 1987 grâce à son morceau Manolo, alors diffusé sur toutes les ondes. 
Elle enregistre par la suite l'album Entre chien et loup dont sont extraits les singles Black est beau et Annabel Lee mais le succès n'est plus au rendez-vous.
En 1992, elle connaît un tournant important dans sa carrière : elle décide de se consacrer à la religion et donne une nouvelle dimension à son métier en mettant en musique des psaumes et des cantiques de l'Ancien et du Nouveau Testament.